# كوسوكي أكانيشي
كوسوكي أكانيشي (باليابانية: 岡西 宏祐) (17 يوليو 1990 في ياو في اليابان – )؛ هو لاعب كرة قدم ياباني سابق كان يلعب كحارس مرمى.

## وصلات خارجية
- كوسوكي أكانيشي على موقع رابطة كرة القدم اليابانية للمحترفين (اليابانية)
- كوسوكي أكانيشي على موقع قاعدة بيانات كرة القدم.إي يو (الإنجليزية)
- كوسوكي أكانيشي على موقع Soccerway.com (الإنجليزية)
- كوسوكي أكانيشي على موقع عالم كرة القدم.نت (الإنجليزية)
- كوسوكي أكانيشي على موقع كووورة